# Maiden Japan
Maiden Japan også kendt som Heavy Metal Army er en live-ep af det britiske heavy metal-band Iron Maiden der blev udgivet i august 1981. Titlen er et ordspil af Deep Purples livealbum  Made in Japan.  
Ep'en blev indspillet ved Kosei Nenkin Hall i Nagoya d. 23. maj 1981. Det var vokalisten Paul Di'Annos sidste indspilning med bandet. Udgivelsen indeholder fem spor hvorimod den japanske ep kun indeholder fire spor. 
Det var aldrig bandets intention at udgive dette album, men japanerne ville have et livealbum. Det venezuelanske albumcover er dog en del anderledes, da det afbilder maskotten Eddie, der holder forsanger Paul Di'Annos afhuggede hoved. Den version er blevet en af de mest efterspurgte blandt samlere.
Versionen af "Remember Tomorrow" på denne ep var inkluderet som en b-side til singlen "The Number of the Beast," dog med Bruce Dickinsons vokal i stedet for Di'Annos.

## Spor
1. "Running Free"
2. "Remember Tomorrow"
3. "Wrathchild"
4. "Killers"
5. "Innocent Exile"

## Musikere
- Paul Di'Anno – Vokal
- Dave Murray – Guitar
- Adrian Smith – Guitar, bagvokal
- Steve Harris – Bas, bagvokal
- Clive Burr – Trommer